# ジュ・ド・ポーム国立美術館
ジュ・ド・ポーム国立美術館（ジュ・ド・ポームこくりつびじゅつかん、フランス語: Galerie nationale du Jeu de Paume）は、フランス、パリのコンコルド広場のほど近くにある美術館。ジュ・ド・ポーム国立ギャラリー、ジュ・ド・ポーム美術館とも呼ばれる。

## 概要
建物はナポレオン3世期にチュイルリー公園の一角に建造された。ジュ・ド・ポームの名は、建物内部にかつてローンテニスの前身であるジュ・ド・ポームのコートが作られていたことに由来する。
1909年、テニスコートが展覧会会場に改装された。その後、美術館として外国人作家の絵画作品を常設展示するようになり、1930年代には同時代の美術を扱う美術館として、モディリアーニやヴァン・ドンゲン、ピカソ、シャガール、ハイム・スーチン、ホアン・グリス、藤田嗣治らエコール・ド・パリの画家たちの作品を収蔵していた。
ナチス・ドイツのフランス侵攻により、フランスがドイツの占領下におかれた第二次世界大戦中には、ユダヤ人から没収した美術コレクションがジュ・ド・ポームに集められた。
1947年、ジュ・ド・ポーム美術館として開館、印象派の作品を多数展示するようになり、それらが1986年にオルセー美術館へ移管されるまでは印象派美術館の名でも知られた。
1987年、改装を行いオーディオ・ビジュアルルームや図書室、カフェなどを新設、1991年6月、ジュ・ド・ポーム国立美術館として当時のミッテラン大統領臨席のもと開館した。フランス国立写真センターを吸収した2004年3月から、従来より専門としてきた近現代美術に加えて、オテル・ド・シュリーと連携して映像芸術の展示も行うようになっている。
最寄り駅はメトロ、コンコルド駅。月曜休館。